# Гермес с младенцем Дионисом
«Гермес с младенцем Дионисом» или «Гермес Олимпийский» — классическая статуя из паросского мрамора, обнаруженная Эрнстом Курциусом в 1877 году при раскопках храма Геры в Олимпии. 

## Описание
Высота фигуры Гермеса — 212 см, с пьедесталом — 370 см.
Статуя находится в собрании Археологического музея Олимпии. Конечности фигур Гермеса и Диониса частично утрачены; на волосах Гермеса сохранились следы киноварного покрытия.

## Авторство и датировка
На основании известия Павсания  (V, 17, 3) о том, что в храме Геры стояла фигура Гермеса с младенцем работы Праксителя, её зачастую приписывают этому великому скульптору. Она была найдена  именно в месте, указанном Павсанием - во второй нише северной части целлы храма.
Если допустить авторство Праксителя, статуя в древности не относилась к числу знаменитых, ибо копии её неизвестны (хотя дальнейшую эволюцию того же типа, возможно, представляет «Гермес Бельведерский»).
Вначале ее признали оригиналом резца Праксителя, и поэтому отнесли ко времени ок. 340 г. до н.э. Впоследствии, когда знания исследователей о греческой скульптуре возросли,  чрезмерная («мыльная») полировка стала вызывать сомнения в принадлежности статуи Праксителю. 
В 1927 году Карл Блюмель при исследовании техники заметил, что у статуи — неотделанная тыльная часть. А это редкое, а для классического времени — совершенно единичное явление. Кроме того, он показал, что в ней был применен трехконечный резец, который до времени позднего эллинизма и римского времени не применялся. Кроме того, полировка и подпорка в виде ствола плохо соответствуют IV в. до н.э., но обычны для  поздних эллинистических произведений. База статуи относится к римскому времени и имеет украшения эллинистического времени. 
После этого статую стали считать копией, которой заменили увезенный римлянами оригинал. Затем в 1948 году Блюмель предложил новое решение: он предложил приписать ее Праксителю конца II в. до н.э., известному по сигнатурам из Пергама. С этой версией согласились многие исследователи.
В итоге некоторые датируют эту статую эпохой ок. 100 г. до н.э., другие же считают ее оригиналом IV века до н.э. с дополнениями, сделанными в II веке до н.э.
Версия, что это оригинал великого Праксителя периодически всплывает.  Например, Бьянки Бандинелли отмечает, что современные знания о скульптуре IV в. до н.э., еще не так глубоки, чтобы считать замеченные анахронизмы в технике значимыми, и вопрос об авторстве следует пока оставить открытым.